# Bolesław Łopaciński

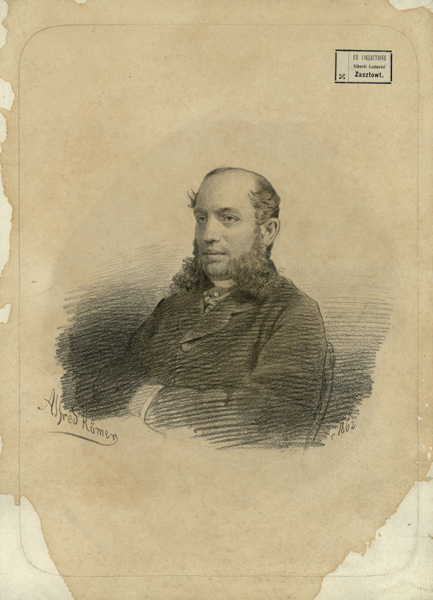
Porträt von Alfred Römer (1862)

Bolesław Łopaciński, auch Bolesław Łopaciński z Łopacina h. Lubicz (litauisch Balasłaŭ Łapacinski, russisch Баляслаў Лапацінскі; * 12. Juli 1832; † 1904), war ein polnisch-litauisch-russischer Historiker.

## Leben
Łopaciński entstammte dem nach Litauen eingewanderte Ast des masowisch-polnischen Adelsgeschlecht Łopaciński z Łopacina mit Wappen Lubicz. Seine Eltern waren Ignacy Łopaciński z Łopacina h. Lubicz, (1798–1845) und Tekla Wołłowicz h. Bogoria (1800–1880). Sein Urgroßvater Mikołaj Tadeusz Łopaciński (1715–1778), war Woiwode von Brześć Litewski.
Er war russischer Hofrat, seit 24. Oktober 1868 Ehrenmitglied im „Gremio Religionis“ bzw. Ehrenritter des Malteser-Ordens, Ritter des spanischen Ordens Karls III., Ritterkreuz-Träger des Franz-Joseph-Orden, Ritter des portugiesischen Christusorden, Ritter des Ordens der Krone von Italien, Ritter des sächsischen Albrechts-Orden sowie Träger des Roten Adlerorden IV. Klasse.
Außerdem war er seit 1864 sowohl Mitglied der archäologischen Kommission in Wilna, als auch korrespondierendes Mitglied der Gesellschaft für Geschichte und Altertumskunde der Ostseeprovinzen Russlands.

## Werke
Seine nachstehende Arbeit zum Herzog von Kurland entstand auf Basis des von Graf Eustachy Tyszkiewicz (1814–1873) zur Verfügung gestellten Materials aus dem privaten Familienarchiv der Grafen Broel-Plater, welches die herzogliche Korrespondenz beinhaltete.
- Charles de Saxe, duc de Courlande, Paris 1870.
- Liste des titres princiers du Saint-Empire romain dressée par Boleslas Łopaciński, Paris 1896.